# 드라켄즈버그산맥
드라켄즈버그산맥(영어: Drakensberg Mountains)은 남아프리카에서 가장 높은 산맥으로 최고봉은 타바나누토레냐나산(해발 3482m)이다. "드라켄즈버그"는 아프리칸스어로 "용의 산"을 의미하고, 줄루어로 우쿠하란바( "창 장벽")로 불린다. 크와줄루 나탈 국가와 프리 스테이트를 분리하는 산이며, 그 북서 코드 부분은 남아프리카 공화국과 레소토의 국경을 형성하고 있다. 레소토 영토 내에 위치하는 것은 《말루티산맥》(Maluti Mountains)으로 불린다.

## 위치
이 산맥은 남아프리카 공화국 동부에 위치하고, 남서에서 북동으로 약 1000km에 걸쳐 뻗어있다. 서부는 오렌지 강과 바르 강에 침식되어 있으며, 동부와 남부에는 투게라 강을 비롯한 많은 강이 흐르고 있다.

## 기후
일대에는 일년내내 비와 안개가 발생할 수 있고, 겨울이 되면 일정하게 눈도 내린다.

## 지형
지리적으로, 드라켄즈버그 산맥은 본래 아프리카 고원의 잔재 있어서, 사암으로 이루어진 기반암 위에 두께 1500m 이상의 현무암층이 실려 있다. 따라서 산허리 험준한 괴와 솟아 오른 봉우리가 혼합된 산의 모습을 보여준다. 사암벽 군데군데 입을 들여다 하는 동굴은 샨족의 동굴 벽화가 남아 있다.

## 주요 산
- 타바나 누토레냐나(해발 3482m) 최고봉이며, 이것은 레소토 국내 정점이기도 하다.
- 마파디(해발 3450m)
- 마코아넹(해발 3416m)
- 네수티(해발 3408m)
- 샴페인 카스루(해발 3377m)
- 자이언츠 카스루(해발 3315m)
- 벤 막두이(해발 3001m)

등이 있다. 이들은 모든 레소토와 국경에 있다. 많은 봉우리에 산악인들에게 도전을 자극할만 한 것이며, 주요 봉우리는 모두 등정되었지만, 작은 봉우리리 중 아직 미답의 것도 있다.

## 세계유산
드라켄즈버그산맥의 각종 자연 보호구, 레소토 국경 근처 콰줄루 나탈 주 내에 설정되며, 이들은 함께 유네스코의 세계 유산(복합 유산)에 등록되어있다.
람사르 협약 등록 대상이 되는 습지 등 자연 환경과 산족이 남긴 동굴 벽화가 많이 남아있어서 문화 경관과 양면 평가한 것이다.

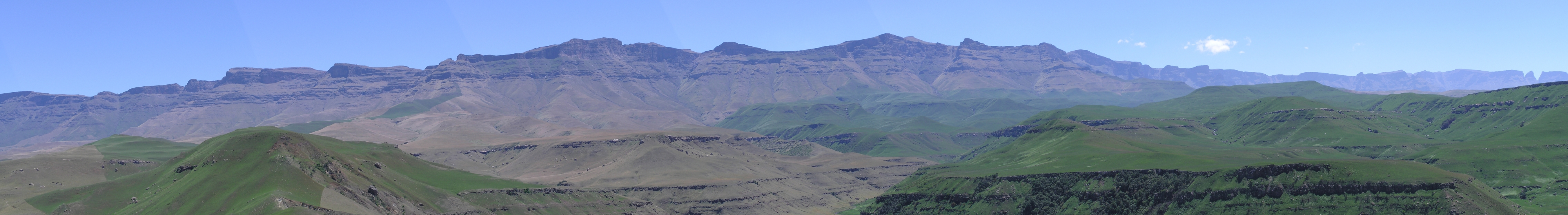
자이언트 캐슬 지역의 파노라마